# Ørslev Sogn (Middelfart Kommune)
Ørslev Sogn ist eine Kirchspielsgemeinde (dän.: Sogn) im südlichen Dänemark. Bis 1970 gehörte sie zur Harde Vends Herred im damaligen Odense Amt, danach zur Ejby Kommune im
Fyns Amt, die im Zuge der  Kommunalreform zum 1. Januar 2007 in der
Middelfart Kommune in der Region Syddanmark aufgegangen ist.
Im Kirchspiel leben 194 Einwohner (Stand:1. Januar 2023). Im Kirchspiel liegt die Kirche „Ørslev Kirke“.
Nachbargemeinden sind im Nordwesten Føns Sogn, im Norden Balslev Sogn, im Nordosten Ejby Sogn, im Osten Gelsted Sogn und  im Süden Tanderup Sogn und Husby Sogn.